# General Isidoro Resquín
General Isidoro Resquín, o simplemente Resquín, es un distrito paraguayo situado en el departamento de San Pedro. Fue fundado el 18 de diciembre de 1981 por disposición del general Alfredo Stroessner. La principal actividad es la agricultura y comercialización destinada a la capital departamental.

## Geografía
Limita al norte con Santa Rosa del Aguaray, separado por el río Aguaray Guazú; al sur con Guayaibí y Choré, separados por el río Jejuí Guazú;
al oeste con Lima y San Vicente Pancholo; y al este con los departamentos Canindeyú y Amambay.
Aparte del río Paraguay los principales ríos del departamento son Aguará Guazú, Jejuí Guazú, además de los arroyos Tajhekil, y el arroyo Cartei Cué que son afluentes del río Aguará Guazú. El distrito cuenta con los puertos San Vicente y San José, ambos sobre el río Jejuí Guazú.

## Clima
Es húmedo y lluvioso, la humedad relativa es del 70 al 80 %. La temperatura media es de 23 °C, la máxima en verano (enero) es de 35 °C y la mínima de 10 °C.

## Demografía
General Resquin cuenta con una población total de 10 019 habitantes, según datos oficiales del censo paraguayo de 2022.
Dentro de las comunidades indígenas que existen están: Santa Carolina - Resquin, Tahekyi – San Luis, Ko'é poty - Naranjito, Naranjay - Naranjito, Santa Lucía - Naranjito, Tapyi'Kue - Naranjito. En la zona están escuelas mennonitas, jesuitas y dominicas.

## Economía
Su suelo es apto para la agricultura, así también para la ganadería. La ciudad es un importante centro de actividad ganadera que incluye la producción de vacuno, equino, ovino y porcino. En agricultura, en el distrito, existen cultivos de yerba mate, algodón, tabaco, caña de azúcar, mandioca, sésamo, cedró Paraguay, soja, papa, alfalfa, cítricos, maní y cultivos iniciales de lúpulo

## Transportes
Se accede a este distrito por la Ruta PY08. Este distrito cuenta con servicios de transporte público, servicios interdistritales y servicios periódicos hasta Asunción, Ciudad del Este, Pedro Juan Caballero, Argentina, Brasil y Chile.
En materia de comunicación telefónica, la mayor parte posee servicios de telediscados y en la actualidad con sistemas satelitales.